# Дюгазон (актёр)
Жан-Анри Гурго, известный под сценическим псевдонимом Дюгазон (фр. Jean-Henry Gourgaud dit Dugazon; 15 ноября 1746, Марсель — 19 октября 1809, Сандийон) — французский актёр и драматург.

## Жизнь и творчество
Дюгазон родился в семье актёра Пьера-Антуана Гурго (1706—1774), известного также как Дюгазон-отец; младший брат театральной актрисы Франсуазы-Розы Гурго (Мадам Вестрис).
В 1770 году дебютировал на сцене в Комеди Франсез, где вскоре стал одним из лучших комических актёров. Пользовался большим успехом у публики и в 1772 году стал общественным руководителем труппы (societaire). Дюгазон был активным сторонником Великой французской революции и после создания Франсуа-Жозефом Тальма нового Театра Республики перешёл в его труппу. После закрытия этого театра Дюгазон некоторое время играл в театре Фейдо, а с восстановлением Комеди Франсез в 1799 году вернулся на его сцену. Был также профессором Парижской консерватории по классу декламации. В 1807 году Дюгазон оставил актёрскую деятельность. Занимался также драматургией, является автором трёх комедий, поставленных в Театре Республики.
В первом браке Дюгазон был женат на актрисе и певице Луизе-Розалии Лефевр (с 1776 года). Их сын, Гюстав Дюгазон, стал композитором.

## Драматургия
- L'Émigrante
- Le Modéré.
- Les Originaux (1802)